# Внутрішня орбіта
Внутрішня орбіта — одна з шести типів орбіт астероїдів та космічних апаратів навколо Сонця відносно планет Сонячної системи. На малюнку цей тип показаний зліва зверху. Сонце позначено оранжевою точкою, а товстою жовтою смугою показана орбіта внутрішньої планети, обмежена відстанню від Сонця в перигелії й афелії. Астероїд відносно зовнішньої планети має менший радіус орбіти і перебуває на меншій відстані від Сонця, тому рухається з внутрішнього боку від планети.